# Richard Sbrulius
Richard Sbrulius, auch: Riccardus Sbrul, Richardus Sbrolius (* um 1480 in Cividale del Friuli oder Udine; † nach 1528), war ein italienisch-deutscher Humanist und Dichter.

## Leben
Der aus ritterlichem Geschlecht stammende Gelehrte trat als fahrender Poet bereits 1505 auf deutschem Boden in Bonn auf, wo er ein Dekastichon auf den Kurfürsten Friedrich den Weisen verfasste. Im selben Jahr ernannte ihn der römisch-deutsche König und spätere Kaiser Maximilian I. auf dem Reichstag von Köln zum Poeta Laurus. Diesem übersetzte er das Buch Teuerdank in lateinische Verse. Den Kurfürsten selbst lernte er 1507, auf Vermittlung Maximilians I., auf dem Reichstag von Konstanz kennen.
Daraufhin nahm ihn der Kurfürst mit an seine neu gegründete Universität Wittenberg, wo er ihm die Professur für Poetik und Rhetorik übertrug. Auf Weisung der Universität erlangte er 1507 das Baccalaurat und wurde 1508 Magister der Sieben Freie Künste.
Der leidenschaftliche Dichter trat zuerst mit erotischer Lyrik hervor, was den Unwillen der Wittenberger Poeten auslöste, die seinen Lebenswandel anprangerten. Sie empfahlen ihm in Gedichten Heilmittel gegen seinen Liebeswahn, so dass sich Sbrulius später mit religiöser Poetik beschäftigte. Zudem dozierte er mit Vorliebe über zeitgenössische Dichter, vernachlässigte aber dabei die klassischen Autoren.
Sbrulius galt als einer der bedeutendsten Humanisten der Wittenberger Hochschule und verkehrte mit Otto Beckmann, Kilian Reuter, Christoph von Scheurl, Theodoricus Block, Georg Sibutus und anderen. Dabei geriet er 1510 mit Ulrich von Hutten in einen Streit, der als unruhiger Kopf von der Wittenberger Universität verwiesen wurde. 1511 verließ er Wittenberg und begann ein intensives Wanderleben. Im Sommersemester 1511 immatrikulierte er sich an der Universität Leipzig. Im Oktober 1512 lebte er in Erfurt, wo er von Scheurl wegen eines Verhältnisses zu einer Prostituierten ermahnt wurde. Helius Eobanus Hessus griff ihn aufgrund seiner Qualitäten als Dichter an.
Sbrulius verließ Erfurt, immatrikulierte sich im Sommersemester 1513 an der Universität Frankfurt (Oder) und ging 1516 an die Universität Köln, wo er die Bekanntschaft mit Erasmus von Rotterdam machte. Es scheint, dass er sich 1519 in Basel aufgehalten hat, auch in Löwen und Trier war. 1522 wechselte er als Lektor an die Lateinschule in das sächsische Freiberg. Hier blieb er als Lehrer der griechischen Sprache und der Literatur seinem Lieblingsfach treu. Er verfasste eine Elegie auf die edlen Metalle, das schäumende Bier, die lieblichen Jungfrauen, den reich geschmückten Dom und den weisen Senat der Stadt. Sbrulius wechselte wiederum an die Universität Frankfurt/Oder, wo sich seine Spuren verlieren. Möglicherweise hat er sich wieder an den kaiserlichen Hof begeben.

## Werkauswahl
- Ad Christ. Scheurlum extemporale Carmen. Wittemberg 1507. (Digitalisat)
- In Maximiliani Caesaris P. F. Aug. Obitum Nenia. 1519. (Digitalisat)
- De mira potentia Naturae, Beyer, Leipzig 1577. (Digitalisat)
- Naenia in Maxim. Obit.
- Elegia in Carol. Imperat.
- Panegyr. in Freder. Sax. Elect. Chleomach. L. I Triumph. Princip. Brandenburg.
- Vaticanum Protei
- In Caroli V. Imp. Felicem in Germaniam ex Hisp. Reditum & c.
- Elegia in laudem Freibergae
- Elegia de mira potentia natuare metallaria.

Siehe hierzu auch:
- Johann Albert Fabricius: Bibliotheca latina mediæ et infimæ aetatis. T. Baracchi et f., Florenz, 1858